# Parc d'État de Blackwater River
Le parc d'État de Blackwater River (anglais : Blackwater River State Park) est une réserve naturelle située dans l'État de Floride, au sud-est des États-Unis, dans le comté de Santa Rosa. Il tient son nom de la rivière qui la traverse, la Blackwater.

### Photographies

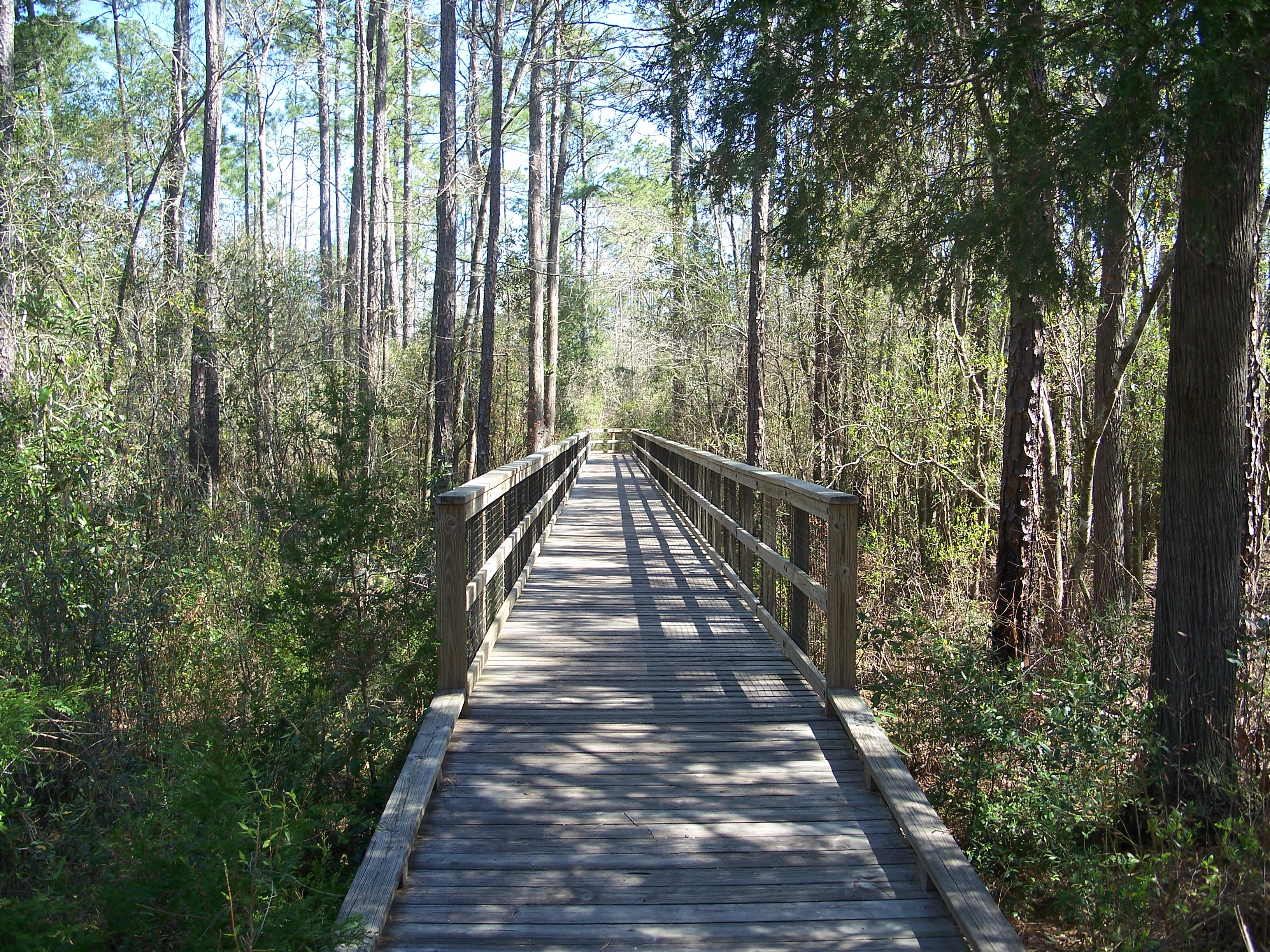
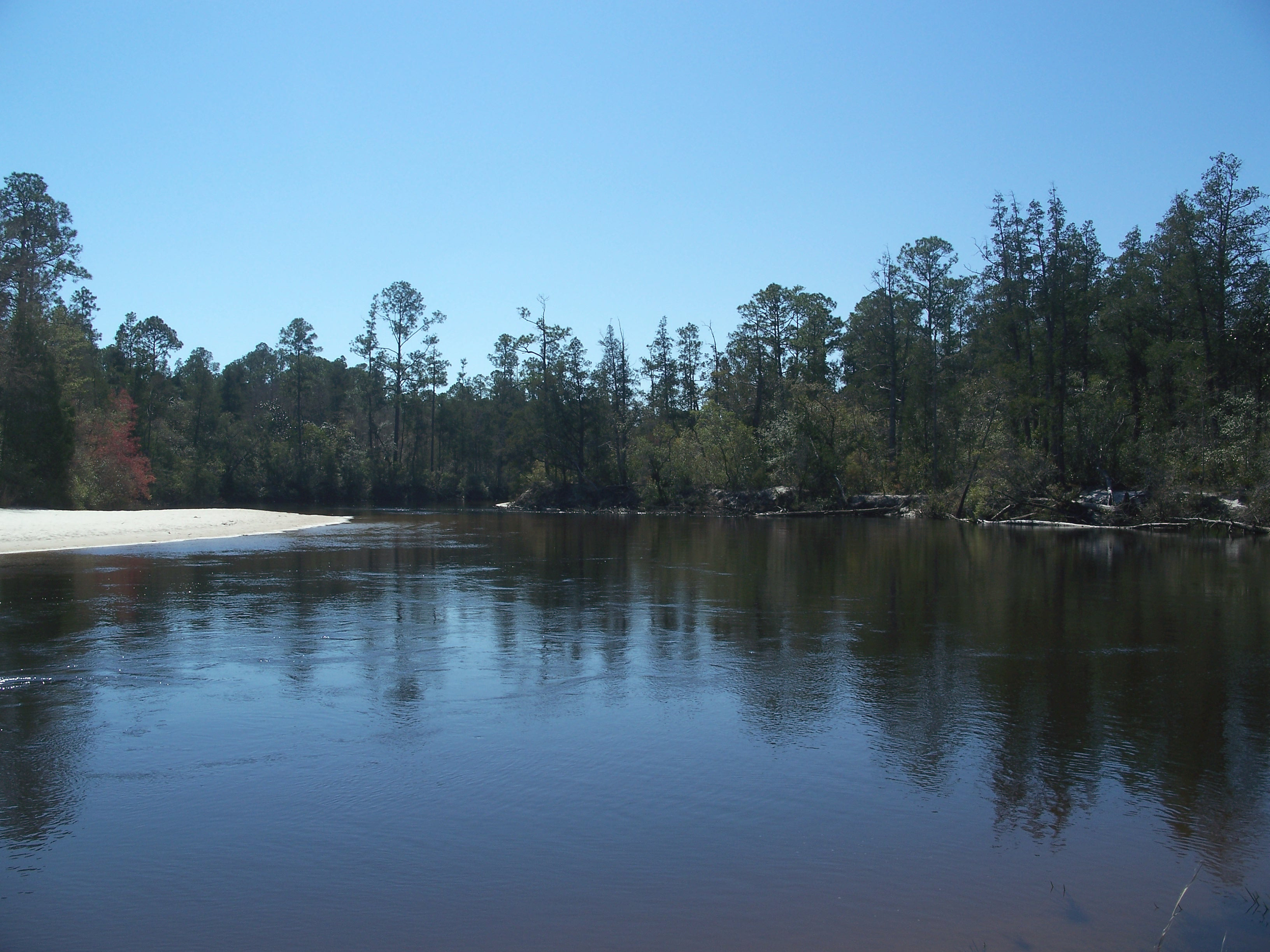